# إيمي كوك
إيمي كوك (بالإنجليزية: Amy Cook)‏ هي ملحنة ومغنية مؤلفة وعازفة قيثارة أمريكية، ولدت في 30 يناير 1979.

## وصلات خارجية
- الموقع الرسمي
- إيمي كوك على موقع ميوزك برينز (الإنجليزية)
- إيمي كوك على موقع أول ميوزيك (الإنجليزية)
- إيمي كوك على موقع ديسكوغز (الإنجليزية)